# Паназійство

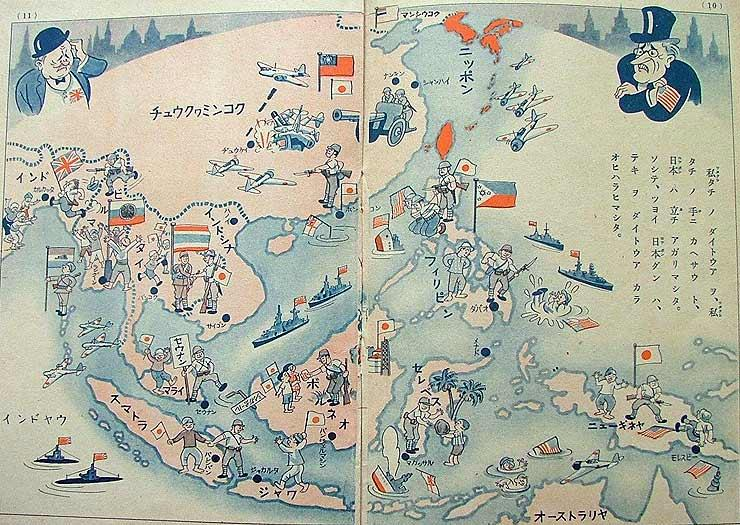
Японський паназійський буклет періоду Другої світової війни, який зображає боротьбу корінних народів Азії проти західного колоніалізму

Паназійство — ідейно-політична течія, що закликає до єднання, інтеграції і гегемонії азійських народів. Виникло в Японській імперії в епоху правління імператора Сьова.
Найбільший розквіт паназійства припало на період Другої світової війни. Японська пропаганда в рамках ідеї Великої східноазійської сфери взаємного процвітання насаджувала паназійську ідеологію на азійських територіях, окупованих японськими військами. Для більшої ефективності Японія посприяла утворенню на цих територіях де-юре незалежних держав, таких як Бірманська держава, В'єтнамська імперія, Маньчжурська держава, Азад Хінд тощо. Головне паназійське гасло — Азія для азійців — закликало до боротьби корінних азійських народів проти британського і американського колоніалізму.